# کیم سونگ-ایل (بازیکن فوتبال)
کیم سونگ-ایل (انگلیسی: Kim Seung-il; ۲ سپتامبر ۱۹۴۵) بازیکن فوتبال اهل کره شمالی بود.
از باشگاه‌هایی که در آن بازی کرده‌است می‌توان به باشگاه ورزشی مورانبونگ اشاره کرد.
وی همچنین در تیم ملی فوتبال کره شمالی بازی کرده‌است.